# Milan Žemlička
Milan Žemlička (* 20. Oktober 1996 in Chrudim) ist ein ehemaliger tschechischer Biathlet.  Zemlička war von 2020 bis 2022 im Weltcup aktiv.

## Karriere
Milan Žemlička gab sein internationales Debüt bei den Biathlon-Juniorenweltmeisterschaften 2013, bei denen er aber bei keinem Rennen unter die besten 30 laufen konnte. Sein nächster internationaler Auftritt war bei den Europameisterschaften 2015 im estnischen Otepää, als er 15. im Sprint wurde. Er wurde außerdem bei den Biathlon-Juniorenweltmeisterschaften 2015 21. im Einzel, 11. im Sprint, 9. in der Verfolgung und 6. mit der tschechischen Männerstaffel. Ein Jahr später gewann er die Bronzemedaille mit der Staffel im Rahmen der Juniorenweltmeisterschaften 2016. Der Tscheche nahm auch an den Biathlon-Junioren-Europameisterschaften 2016 teil, war dort aber nicht erfolgreich.
In der Saison 2016/17 lief Žemlička auch erstmals im IBU-Junior-Cup. Er lief in Einzelrennen konstant in die Top 10 und konnte mit der Staffel auch einen Podestplatz erreichen, was er bei den Biathlon-Junioren-Europameisterschaften 2017 in seinem Heimatland mit dem Gewinn der Goldmedaille in der Verfolgung noch einmal überbieten konnte. Bei den Biathlon-Juniorenweltmeisterschaften 2017 zeigte er erneut gute Leistungen, indem er als 4., 5., 6. und 9. alle Rennen in den Top 10 beendete. Am Ende der Saison belegte Žemlička in der Gesamtwertung des IBU-Junior-Cups, zu der auch die JEM- und JWM-Ergebnisse zählen, den 6. Rang und wurde Sieger der Verfolgungs-Gesamtwertung.
Daraufhin wurde in der nächsten Saison im IBU-Cup der Senioren eingesetzt, außerdem nahm er auch an den Biathlon-Europameisterschaften 2018 teil. Sowohl im IBU-Cup als auch bei den Europameisterschaften konnte Žemlička jedoch hauptsächlich nur mittelmäßige Leistungen zeigen.
Milan Žemlička lief auch 2018/19 im IBU-Cup. Er konnte seine Leistungen zwar leicht verbessern, blieb aber dennoch wie im Vorjahr meist außerhalb der Top 20.
2019/20 verbesserte Žemlička sich erneut, er lief nun konstant in die Top 30, was am Ende den 21. Rang in der Gesamtwertung des IBU-Cups bedeutete. Bei den Biathlon-Europameisterschaften 2020 konnte er keine Erfolge in den Individualwettbewerben feiern und belegte mit der tschechischen Mixed-Staffel den 8. Platz.
In der Saison 2020/21 feierte Žemlička im Alter von 24 Jahren sein Debüt im Biathlon-Weltcup mit dem 55. Platz beim Sprint in Hochfilzen. Bei einem Einzel im Januar 2021 konnte der Tscheche als 39. seine ersten Weltcup-Punkte sammeln. Seine bis dato beste Platzierung auf Weltcup-Ebene konnte Žemlička im Rahmen der Biathlon-Weltmeisterschaften 2021 als 26. des Einzels erzielen. Er nahm auch an den Biathlon-Europameisterschaften 2021 teil. Außerdem trat er bei einigen Wettbewerben des IBU-Cups 2020/21 an, wobei seine beste Individualplatzierung ein 9. Rang war. Mit der tschechischen Mixed-Staffel erreichte Žemlička im März 2021 beim Saisonfinale in Obertilliach als Dritter erstmals einen Podestplatz im IBU-Cup.

## Statistik

### Weltcupplatzierungen
Die Tabelle zeigt alle Platzierungen (je nach Austragungsjahr einschließlich Olympische Spiele und Weltmeisterschaften).
- 1.–3. Platz: Anzahl der Podiumsplatzierungen
- Top 10: Anzahl der Platzierungen unter den ersten zehn (einschließlich Podium)
- Punkteränge: Anzahl der Platzierungen innerhalb der Punkteränge (einschließlich Podium und Top 10)
- Starts: Anzahl gelaufener Rennen in der jeweiligen Disziplin
- Staffel: inklusive Mixed- und Single-Mixed-Staffeln

| Platzierung               | Einzel | Sprint | Verfolgung | Massenstart | Staffel | Gesamt |
| ------------------------- | ------ | ------ | ---------- | ----------- | ------- | ------ |
| 1. Platz                  |        |        |            |             |         |        |
| 2. Platz                  |        |        |            |             |         |        |
| 3. Platz                  |        |        |            |             |         |        |
| Top 10                    |        |        |            |             | 1       | 1      |
| Punkteränge               | 2      |        |            |             | 3       | 5      |
| Starts                    | 3      | 5      | 2          |             | 3       | 13     |
| Stand: Saisonende 2021/22 |        |        |            |             |         |        |

### Olympische Winterspiele
Ergebnisse bei Olympischen Winterspielen:
|                                        | Einzelwettbewerbe | Einzelwettbewerbe | Einzelwettbewerbe | Einzelwettbewerbe | Staffelwettbewerbe | Staffelwettbewerbe |
| Sprint                                 | Verfolgung        | Einzel            | Massenstart       | Herrenstaffel     | Mixedstaffel       |                    |
| -------------------------------------- | ----------------- | ----------------- | ----------------- | ----------------- | ------------------ | ------------------ |
| Olympische Winterspiele 2022 \| Peking | –                 | –                 | 62.               | –                 | –                  | –                  |